# Campeonato de España Femenino de Rally
El Campeonato Femenino de España de Rally fue una competición de rally que se disputó anualmente en España de 1971 a 1978 exclusivamente para mujeres y organizada por la Real Federación Española de Automovilismo. Se celebraba de manera paralela al Campeonato de España de Rally pero tenía calendario propio salvo en las tres últimas ediciones. En su primer año se le llamó Critérium nacional femenino de rallies. 
En los años 60 en España ya existían pruebas exclusivamente para mujeres como el caso del Rallye Femenino San Isidro, el Rally Fémina (en Cataluña) o el Rally Saibil (País Vasco) y mujeres que corrían tanto en rallyes como en subidas o carreras en circuitos. Destacaban nombres como Nuria Viñas, Nuria Llopis, Paloma Landete, Begoña Kaibel o Susi Cabal. Algunas corrieron tanto como pilotos como de copilotos.
El campeonato dejó de hacerse en los años 1980 pero en 1982 y 1983 se disputó el Campeonato Nacional Femenino de Rally-Citroën Visa, organizado por el concesionario Citroën de Vigo. El primer año contó con seis pruebas puntuables: Galicia, Vasco-Navarro, Centro, Cataluña, Levante y Madrid.
Posteriormente la federación creó diferentes copas y trofeos dentro del campeonato de España dirigidos exclusivamente a mujeres. De 2012 a 2018 se celebró el Trofeo de España de Pilotos Femeninos donde destacó Emma Falcón con tres títulos y de 2008 a 2019 el Trofeo de Copilotos Femeninos. Desde 2022 dentro del S-CER se celebra el Trofeo Femenino Laura Salvo, tanto para pilotos como para copilotos.

## Palmarés
| Año  | Piloto                 | Copiloto                    | Automóvil        |
| ---- | ---------------------- | --------------------------- | ---------------- |
| 1971 | Milagros Ortega        | Yolanda Maruri              | Renault 8 TS     |
| 1972 | Nuria Viñas            | María Ángeles Pujol         | BMW 2002 Ti      |
| 1973 | Nuria Viñas            | Ana María Garreta           | BMW 2002 Ti      |
| 1974 | «Yolanda»              | M. Robledo                  | Mini Cooper      |
| 1975 | Marisol Rodríguez Mesa | María Teresa Rodríguez Mesa | SEAT 124         |
| 1976 | María José Ruedas      | Ana Fuster                  | Opel Kadett      |
| 1977 | Nuria Llopis           | Marta Llopis                | Simca Rallye II  |
| 1978 | Paloma Landete         | Mercedes de Onís            | Chrysler Avenger |

## Rallyes
Pasó de un calendario reducido de solo cuatro pruebas el primer año y luego fue creciendo llegando hasta las diecisiete en la temporada 1975, el año con más citas. A partir de 1976 el calendario era el mismo que el del campeonato de España. En 1975 se incluyeron también carreras de montaña.
| - Rallye Femenino Saibil (1971-1974) - Rallye Femenino Espejo del Mar (1971-1974) - Rallye Fémina (1971) - Rallye Femenino Siasa (1971-1973) - Rally Femenino primavera (1972-1975) - Rally Femenino Montserrat (1972-1973) - Rallye Femenino de Tenerife (1972-1974) - Rally Femenino Guipúzcoa (1973-1974) - Rally RACE de España (1973-1978) - Rally Cataluña (1973, 197-1978) - Rally Femenino de Jerez (1974-1975) - Critérium de La Rioja (1974-1978) - Rally Ciudad de Oviedo (1974) - Rally Fallas (1975-1978) - Carrera en cuesta a Montserrat (1975) - Subida al Túnel de la Cumbre (1975) - Rallye Isla de La Palma (1975) - Subida a Castro de Beiro (1975) | - Rally de Orense (1975-1976, 1978) - Subida al Puerto del Pico (1975) - Subida al Fito (1975) - Rally de Asturias (1975) - Subida Automovilística al Monte Jaizkibel (1975) - Trofeo FRAL (1975) - Subida Gruta de las Maravillas (1975) - Rally Costa del Sol (1975-1978) - Rally Costa Brava (1976-1978) - Rally Vasco Navarro (1976-1978) - Critérium Montseny-Guilleries (1976-1978) - Rally Firestone (1976-1977) - 500 Kilómetros Nocturnos de Alicante (1976-1978) - Critérium Luis de Baviera (1976-1978) - Rally Islas Canarias (1976) - Rally Ciudad del Ferrol (1976, 1978) - Rally 2000 Virajes (1976-1978) - Rally Maspalomas (1977-1978) |

## Resultados

### Clasificación temporada 1971
| Pos.                   | Piloto                       | Puntos |
| ---------------------- | ---------------------------- | ------ |
| 1.                     | Milagros Ortega              | 24     |
| 2.                     | Nuria Viñas                  | 20     |
| 3.                     | María Victoria Alfonso       | 18     |
| 4.                     | Aurora Fierro                | 12     |
| 5.                     | Maria del Sol Rodríguez Mesa | 10     |
| 5.                     | María del Carmen Uribe       | 10     |
| 5.                     | María del Carmen Espinar     | 10     |
| 5.                     | Carmen Cama                  | 10     |
| 9.                     | Emilia Juncosa               | 8      |
| Hasta 36 clasificadas. |                              |        |

### Clasificación temporada 1972
| Pos.                   | Piloto                       | Puntos |
| ---------------------- | ---------------------------- | ------ |
| 1.                     | Nuria Viñas                  | 38     |
| 2.                     | María del Sol Rodríguez Mesa | 31     |
| 3.                     | María Saiz                   | 14     |
| 4.                     | María Victoria Compán        | 12     |
| 4.                     | Inmaculada Juncosa           | 12     |
| 4.                     | Gloria Gascuñanna            | 12     |
| 7.                     | Milagros Ortega              | 10     |
| 7.                     | María del Pino Peña          | 10     |
| 7.                     | María Luisa Padrón           | 10     |
| 10.                    | Mª Victoria Alfonso          | 8      |
| 10.                    | Mercedes Sáinz               | 8      |
| 10.                    | Ana Fuster                   | 8      |
| 10.                    | Asunción Sáez                | 8      |
| 10.                    | Carmen Mariano               | 8      |
| Hasta 49 clasificadas. |                              |        |

### Clasificación temporada 1973
| 1.                     | Nuria Viñas            | 75   |
| 2.                     | Marisol Rodríguez Mesa | 54   |
| 3.                     | Rosario Sánchez        | 44   |
| 4.                     | María Jesús Acha       | 41,5 |
| 5.                     | María Julia Aragón     | 28   |
| 6.                     | Encarnación Herrera    | 12   |
| Hasta 39 clasificadas. |                        |      |

### Clasificación temporada 1974
| Pos.                   | Piloto              | Puntos |
| ---------------------- | ------------------- | ------ |
| 1.                     | «Yolanda»           | 72     |
| 2.                     | Marisol Rodríguez   | 68     |
| 3.                     | María Jesús Acha    | 61     |
| 4.                     | Hortensia Hernández | 42     |
| 5.                     | Rosario Sánchez     | 24     |
| 6.                     | Milagros Ortega     | 20     |
| 7.                     | Mª del Carmen Cruz  | 18     |
| 8.                     | Mª Victoria Cruz    | 14     |
| 8.                     | Mª Montserrat Folch | 14     |
| Hasta 32 clasificadas. |                     |        |

### Clasificación temporada 1975
| Pos.                   | Piloto                 | Puntos |
| ---------------------- | ---------------------- | ------ |
| 1.                     | Marisol Rodríguez Mesa | 168    |
| 2.                     | María Jesús Acha       | 122    |
| 3.                     | Hortensia Hernández    | 68     |
| 4.                     | María Saiz             | 45     |
| 5.                     | Nuria Llopis           | 36     |
| Hasta 16 clasificadas. |                        |        |

### Clasificación temporada 1976
| Pos. | Piloto            | Puntos |
| ---- | ----------------- | ------ |
| 1.   | María José Ruedas | 150    |
| 2.   | Nuria Llopis      | 123    |
| 3.   | «Yolanda»         | 14     |
| 4.   | María Luz María   | 10     |

### Clasificación temporada 1977
| Pos. | Piloto            | Puntos |
| ---- | ----------------- | ------ |
| 1.   | Nuria Llopis      | 143,6  |
| 2.   | María José Ruedas | 84     |
| 3.   | «Yolanda»         | 17,6   |

### Clasificación temporada 1978
| Pos. | Piloto         | Puntos |
| ---- | -------------- | ------ |
| 1.   | Paloma Landete | 129    |
| 2.   | «Yolanda»      | 60     |